# الصليب الوردي
الصليب الوردي أو روسيــكروسيانـيـسـم أو روزا-كروز هو نظام انشـأ وعرف بالقرن السابع عشر، من خلال ثلاثة اهداف مقصورة على فئة معينة من الناس الغربيين، ويعتبر هذا النظام المحكم من قبل العديد من (روسيكرويين) القدماء والجدد كـ:كمدرسة سرية، وتهدف لمساعدة التطور الروحي للبشرية. هي حركة روحية وثقافية نشأت في أوروبا في أوائل القرن السابع عشر بعد نشر العديد من النصوص التي زعمت أنها تعلن عن وجود نظام باطني غير معروف حتى الآن للعالم وجعل البحث عن المعرفة أمرًا جذابًا للكثيرين.  العقيدة الغامضة للنظام «مبنية على الحقائق الباطنية للماضي القديم»، والتي «أخفت عن الإنسان العادي، وتوفر نظرة ثاقبة على الطبيعة والكون المادي والعالم الروحي». لا تُفصّل البيانات بشكل مكثف حول هذه المسألة، ولكنها تجمع بوضوح الإشارات إلى الكابالا، والهرمسية، والكيمياء، والتصوف المسيحي.
بشرت بيانات روزيكروسيان بـ «إصلاح شامل للبشرية»، من خلال علم يُزعم أنه ظل سراً لعقود حتى يمكن أن يستقبله المناخ الفكري. نشأت الخلافات حول ما إذا كانت خدعة، وما إذا كانت «وسام الصليب الوردي» موجودة كما هو موصوف في البيانات، وما إذا كان الأمر برمته استعارة تخفي حركة كانت موجودة بالفعل، ولكن في شكل مختلف. في عام 1616، اشتهر يوهان فالنتين أندريه بتسميته «بوديبريوم». يقترح بعض علماء الباطنية أن هذا البيان قد أدلى به أندريا لاحقًا من أجل حماية نفسه من غضب المؤسسات الدينية والسياسية في ذلك الوقت، والتي كانت غير متسامحة مع حرية التعبير وفكرة «الإصلاح الشامل»، والتي اتصل لاجل.
مثال على رمز الصليب الوردي الذي يسبق بيان روزيكروسيان المبكر هو الذي يظهر على لوحة مركزية من هاربافيل ثلاثية، وهو البيزنطي ويأتي من القرن العاشر أو الحادي عشر. الرمز عبارة عن صليب الجلجثة مع وردة في وسطها، وهو مطابق لما ادعى الباحث الماسوني/روزيكروسيان مانلي بالمر هول أنه الرمز الأصلي لل روزيكروسيانs.
في عمله «بوست المحار» (1617)، روزيكروسيان مايكل ماير (1568-1622) وصف الصليب الوردي بأنها نشأت من «التقليد البدائي» في البيان التالي:«أصولنا مصرية، براهمانية، مشتقة من أسرار إليوسيس وساموثريس، مجوس بلاد فارس، فيثاغورس، والعرب.»
من خلال الوعد بالتحول الروحي في وقت من الاضطراب الكبير، أثرت البيانات على العديد من الشخصيات للبحث عن المعرفة الباطنية. فلاسفة غامض من القرن السابع عشر مثل ماير، روبرت فلود، وتوماس فون المهتمين أنفسهم في وجهة نظر العالم روزيكروسيان. وفقا للمؤرخ ديفيد ستيفنسون، كان مؤثرا على الماسونية كما كان الناشئة في اسكتلندا.

في القرون اللاحقة، كثير مقصور على فئة معينة وقد ادعت المجتمعات أن تستمد من روزيكروسيانs الأصلي. وكانت أكبر وأكثر تأثيرا من هذه المجتمعات النظام المحكم من الفجر الذهبي، التي تتألف من العديد من أعضاء المجتمع المعروفين، بما في ذلك البريطانية أليستر كراولي. والآخر هو روزيكروسيان، أخوية دولية مبدئية، تشارك نفسها في العديد من الأنشطة التعليمية والثقافية في جميع أنحاء العالم.

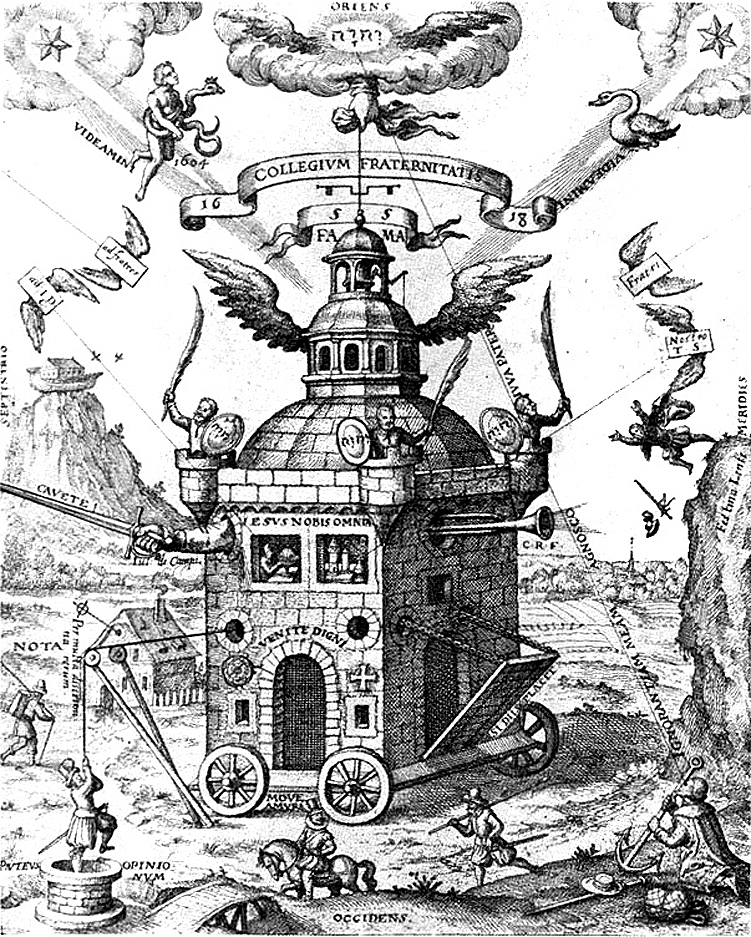
من شعارات معبد النظام روزاكروز

## التاريخ - الاصل
يعود التاريخ إلى إنشاء شهرة الأخوة 1614 المنشورة على يدي كريستيان روسينكريوز التي نشرت في البداية بحروف اسمه فقط، كريستيان ولد في 1378 في ألمانيا، من عائلة محافظه وبسيطه، بدأ تعليمه في سن الرابعة في دير حيث تعلم اليونانية واللاتينية والعبرية والسحر.
في 1393 بصحبة راهب قام بزيارة سوريا ومصر والمغرب، حيث درس مع سادة الفنون السرية الغامضة، بعد وفاة معلمه في قبرص. وبعد عودته إلى ألمانيا عام 1407 أنشـأ كريستيان (فاتيرنيداد روسيكروزيم) وفقاً للدروس المستفادة من قبل المعلمين العرب.و قضى 5 سنوات في إسبانيا حينما كان هناك ثلاث من طلابه يضعون النصوص للحركة.
كريستيان روسينكريوز توفى في 1484 وبقي مكان قبره مجهولا لمدة 120 عاما حتى 1604، عندما تم اكتشافها سراً.
كما ان الحركة سرية فما زال تاريخها غير واضح.

## المبادئ والأهداف
بشكل عام روسيكروزيم تدعو إلى التآخي بين النـاس. ترى الروسيكرزيم بأن الإنسان لدية طاقة أكبر ومن الممكن أن يستعملها ليصبح أفضل وأسعد.
الهدف الرئيسي لروسيكروزيم هو جعل الإنسان يصل إلى معرفة الذات والتعبير عن طبيعته الروحية الحقيقية، للمساهمة في تطور البشرية جمعاء.
هذا الهدف بوجهة نظر الكروسيكرزيم من الممكن الوصول إليه من خلال تغيير العادات الشخصية، والأفكار والمشاعر، بوجهة نظرهم هذا هو الحجاب الذي يعطي وجه الإنسان.
و مكافئة من يصل إلى هذه المرحلة هو الطبيعة الروحانية، والشعور بسلام عميق مع الذات هذا السلام يجعل من هذا الإنسان مؤثراً على من حوله.
ما الذي تسعى إليه روسيكروزيم؟ هو أن تجعل من أعضائها ناس مؤثرين على من حولهم وتحرير الناس من هذا العالم بإتباع قواعد ومبادئ من أهمها الأخوية أن الإنسانية تتشارك في نفس الهدف النهائي.

## الرموز
اتخذت روسيكروزيم الصليب المسيحي كرمز لها دائماً بوجود إكليل الورد في نصف الصليب ويرمز الورد إلى الروحانية بينما يرمز الصليب إلى المادة.
و بعض الأحيان اكليل ورد كبير وبداخله الصليب.

## بيان روزيكروسيان

### الأصول
بين عامي 1614 و 1617، تم نشر ثلاثة بيانات مجهولة، أولا في ألمانيا وبعد ذلك في جميع أنحاء أوروبا. وكانت هذه فاما أخوياتيس (شهرة الإخوان من RC، 1614)، الالمؤمنة الأخوة (اعتراف الإخوان من RC، 1615)، و عرس تشيمكال المسيحية وردية الصليب انو 1459 (1617).
ال فاما الأخوة يقدم أسطورة الطبيب الألماني والفيلسوف الصوفي المشار إليها باسم «الأب الأخ» (تم تحديدها لاحقا في بيان ثالث على أنها كريستيان روزنكروز أو «روز عبر»). يتم تقديم عام 1378 على أنه عام ميلاد «أبانا المسيحي»، ويذكر أنه عاش 106 سنوات. بعد دراسة في الشرق الأوسط تحت مختلف الماجستير، وربما التمسك الصوفية، لم يتمكن من نشر المعرفة التي اكتسبها للعلماء والفلاسفة الأوروبيين البارزين. بدلا من ذلك، جمع دائرة صغيرة من الأصدقاء / التلاميذ وأسس نظام روزيكروسيان (يمكن استنتاج أن هذا حدث حوالي عام 1407).
خلال حياة روزنكروز ل، وقيل إن النظام يضم ما لا يزيد عن ثمانية أعضاء، كل طبيب و «جميع العزاب من العذرية تعهد.» تعهد كل عضو اليمين لشفاء المرضى دون قبول الدفع، للحفاظ على زمالة سرية، وإيجاد بديل لنفسه قبل وفاته. من المفترض أن ثلاثة أجيال من هذا القبيل مرت بين c. 1500 و c. 1600: وقت نمت فيه الحرية العلمية والفلسفية والدينية حتى يتمكن الجمهور من الاستفادة من معرفة روزيكروسيانs، بحيث كانوا يبحثون الآن عن رجال صالحين.

### الاستقبال
كانت البيانات، ولا تزال، لم تؤخذ حرفيا من قبل الكثيرين بل تعتبر إما الخدع أو كما استعاري البيانات. يقولون: «نحن نتحدث إليكم من الأمثال، ولكن سوف تجلب لك عن طيب خاطر إلى الحق، بسيطة وسهلة، والبراعة المعرض، والتفاهم، والإعلان، ومعرفة جميع الأسرار.»
تأثر أول بيان روزيكروسيان بعمل الفيلسوف المحكم المحترم هاينريش خونراث، من هامبورغ المؤلف من أمفيتهروم سابينتيا أيترناي (1609)، الذي تأثر بدوره جون دي المؤلف من موناس الهيروغليفية (1564).:51 دعوة لحضور حفل زفاف ملكي في زفاف تشيمكال كريستيان روزنكروتز يفتح مع مفتاح دي الفلسفي، ال موناس الهيروغليفية الرمز. ادعى الكاتب أيضا أن الإخوان يمتلكون كتابا يشبه أعمال باراسيلسوس. آدم هاسلماير صديق كارل وايدمان كتب له رسالة عن الناس روزيكروسيان الذي كشف يثوبراستيام  24 ديسمبر 1611.
في سيرته الذاتية، يوهان فالنتين أندريا (1586-1654) ادعى أن نشر مجهول زفاف تشيمكال كريستيان روزنكروتز كان واحدا من أعماله، ثم وصفه بأنه لوديباريوم. في أعماله اللاحقة، يجعل الخيمياء موضوعا للسخرية ويضعها جنبا إلى جنب مع الموسيقى، فن، مسرح، وعلم التنجيم في فئة العلوم الأقل خطورة. وفقا لبعض المصادر، دوره في أصل أسطورة روزيكروسيان مثير للجدل. ولكن وفقا للآخرين، كان مقبولا بشكل عام.

## التنوير روزيكروسيان

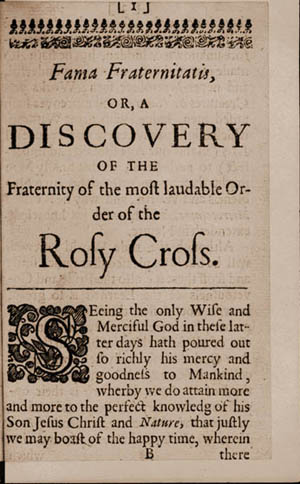
نشر فاما أخوية روزا كروسيس (1614)

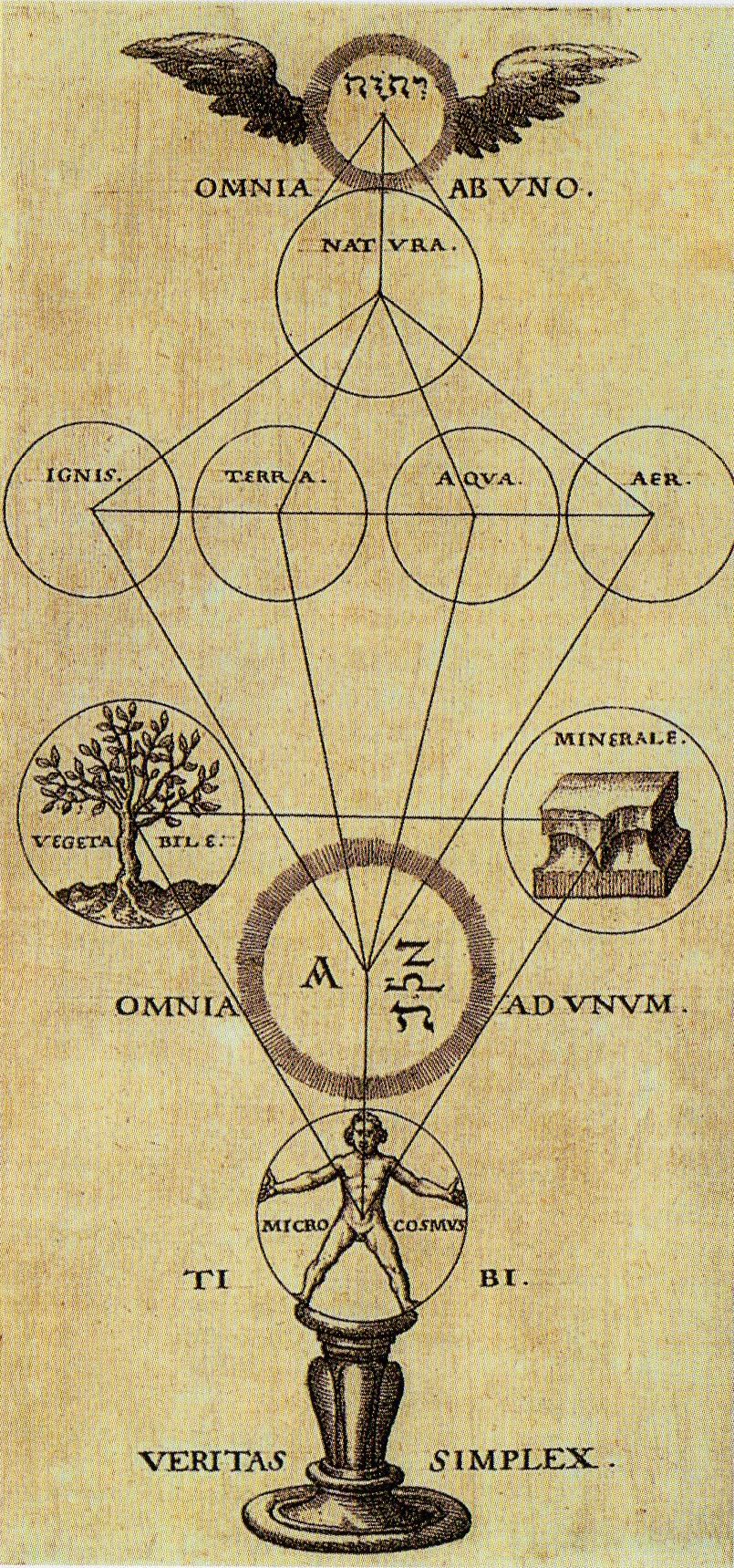
تصوير القرن ال17 من مفهوم روزيكروسيان من شجرة بانسوفيا، 1604.

روز كروس

في أوائل القرن ال17، تسبب البيان الإثارة في جميع أنحاء أوروبا بإعلان وجود جماعة الاخوان المسلمين سرية من الخيميائيون والحكماء الذين كانوا يستعدون لتحويل الفنون والعلوم، والمناظر الطبيعية الدينية والسياسية والفكرية في أوروبا. حروب السياسة والدين دمرت القارة. وكانت أعمال إعادة إصدار عدة مرات، تليها العديد من الكتيبات مواتية أو غير ذلك. بين عامي 1614 و 1620، تم نشر حوالي 400 مخطوطة وكتاب ناقشوا وثائق روزيكروسيان.
تم الوصول إلى ذروة «غضب الصليب الوردي» عندما ظهر ملصقان غامضان على جدران باريس في عام 1622 في غضون بضعة أيام من بعضهما البعض. قال الأول «نحن، نواب الكلية العليا في روز كروا، نجعل إقامتنا، بشكل واضح وخفي، في هذه المدينة»، والثانية انتهت بعبارة «الأفكار المرتبطة بالرغبة الحقيقية للباحث ستقودنا إليه وهو إلينا.»
البيان الأول الأسطوري، فاما أخوية روزا كروسيس (1614)، ألهم أعمال مايكل ماير (1568-1622) من ألمانيا; روبرت فلود (1574-1637) إلياس أشمول (1617-1692) من إنجلترا; تيوفيليوس شويغهارت كونستانتينس، غوتهاردوس أرثوسيوس، يوليوس سبيربر، هنريكوس ماداثانوس، غابريل نادي
، توماس فون وغيرها.
في الياس أشمول مؤلفه مسرح تشيميكوم بريتانيكوم (1650) يدافع عن روزيكروسيانs. بعض الأعمال اللاحقة التي تؤثر على الصليب الوردي كانت أوبوس ماجوكو بواسطة جورج فون ويلينغ (1719)—من الخيميائية وباراسيلسيان الإلهام، أوروم فيلوس أو الصوف الذهبي بواسطة هيرمان فيكتولد في 1749.
تم تعيين مايكل ماير الكونت بالاتين (الكونت بالاتين) بواسطة رودولف الثاني الإمبراطور الروماني المقدس وملك هنغاريا وملك بوهيميا. كما كان أحد أبرز المدافعين عن روزيكروسيانs، حيث نقل بوضوح تفاصيل حول «إخوة الصليب الوردي» في كتاباته. أدلى ماير بتصريح حازم بأن إخوة R. C. موجودون لتعزيز الفنون والعلوم المستوحاة، بما في ذلك الخيمياء. يشير باحثو كتابات ماير إلى أنه لم يدعي أبدا أنه أنتج الذهب، كما لم هاينريش خونراث أو أي من «روزيكروسيانists» الأخرى. تشير كتاباتهم نحو خيمياء رمزية وروحية، بدلا من كونها عملية. في مزيج من الأساليب المباشرة والمحجبة، نقلت هذه الكتابات المراحل التسع للتحويل التطوري التطوري لل ثلاثة أضعاف الجسم من إنسان، ثلاثة أضعاف الروح و ثلاثة أضعاف الروح جملة المعرفة الباطنية تتعلق «مسار البدء».
في كتيبه 1618، بيا وويتنسيما أدمونيتيو دي فراتريبوس روزا كروسيس، هنريكوس نيوهوسيوسكتب أن روزيكروسيانs غادر إلى الشرق بسبب عدم الاستقرار الأوروبي الناجم عن بداية حرب الثلاثين عاما. في 1710، سيغموند ريختر مؤسس الجمعية السرية من الذهبي وردية الصليب، اقترح أيضا أن روزيكروسيانs هاجروا شرقا. في النصف الأول من القرن ال20، رينيه غينون، باحث في غامض عرضت هذه الفكرة نفسها في بعض أعماله. مؤلف بارز من القرن ال19، آرثر إدوارد وايت، قدمت حججا تتناقض مع هذه الفكرة. كان في هذا المجال الخصب من الخطاب أن العديد من المجتمعات روزيكروسيان نشأت. كانت تستند إلى السحر، مستوحاة من سر هذه «كلية الخفي».
بعض العلماء المعاصرين، على سبيل المثال آدم ماكلين وجيوردانو بيرتي، افترض أنه من بين أول أتباع صليب الورد كان هناك أيضا اللاهوتي الألماني دانيال كرامر، الذي نشر في عام 1617 أطروحة غريبة بعنوان «سوسياس خيسوس وروزا كروسيس فيرا» (المجتمع الحقيقي ليسوع والصليب الوردي)، تحتوي على 40 شخصية رمزية مصحوبة باقتباسات من الكتاب المقدس.

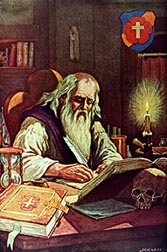
فراتر C. R. C. – كريستيان روز كروس (تمثيل رمزي)

كانت الأعمال الأدبية في القرنين السادس عشر والسابع عشر مليئة بالممرات الغامضة التي تحتوي على إشارات إلى روز كروس، كما هو الحال في ما يلي (تحديث إلى حد ما): فكرة مثل هذا النظام، التي تجسدها شبكة علماء الفلك والأساتذة وعلماء الرياضيات والفلاسفة الطبيعيين في أوروبا في القرن السادس عشر التي يروج لها رجال مثل يوهانس كبلر، جورج يواكيم ريتيكوس، جون دي وتايكو براهي أدت إلى كلية غير مرئية. كان هذا مقدمة ل الجمعية الملكية تأسست في عام 1660. تم تشكيلها من قبل مجموعة من العلماء الذين بدأوا في عقد اجتماعات منتظمة لتبادل وتطوير المعرفة المكتسبة من قبل التحقيق التجريبي. ومن بين هذه روبرت بويل، الذي كتب: «إن حجر الزاوية للكلية غير المرئية (أو كما يصفون أنفسهم بالكلية الفلسفية)، يكرمني بين الحين والآخر بشركتهم...»;
جون ويلكينز وجون واليس، الذي وصف تلك الاجتماعات في المصطلحات التالية: «حول العام 1645، بينما كنت أعيش في لندن (في الوقت الذي، من خلال الحروب الأهلية لدينا، توقفت الدراسات الأكاديمية كثيرا في كل من جامعاتنا)... لقد أتيحت لي الفرصة للتعرف على أشخاص جديرين بالغواصين، والفلسفة الطبيعية الفضولية، وأجزاء أخرى من التعلم البشري؛ وخاصة ما أطلق عليه الفلسفة الجديدة أو الفلسفة التجريبية. فعلنا من خلال الاتفاقات، الغواصين منا، يجتمع أسبوعيا في لندن في يوم وساعة معينة، تحت عقوبة معينة، ومساهمة أسبوعية لتوجيه الاتهام من التجارب، مع بعض القواعد المتفق عليها بيننا، لعلاج والخطاب من مثل هذه الشؤون...»

## تراث في أوامر مقصور على فئة معينة

### درجات الصليب الوردي في الماسونية

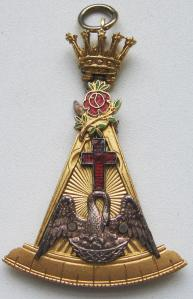
18° فارس روز كروا جوهرة (من الماسونية الطقوس الاسكتلندية)

وفقا ل جان بيير بايارد، اثنين من مستوحاة روزيكروسيان الماسونية ظهرت طقوس نحو نهاية القرن ال18، ال تصحيح الطقوس الاسكتلندية، على نطاق واسع في أوروبا الوسطى حيث كان هناك وجود قوي من «الصليب الذهبي وردية»، والطقوس الاسكتلندية القديمة والمقبولة، تمارس لأول مرة في فرنسا، والتي تسمى درجة 18 فارس روز كروا.
حدث التغيير من البناء«المنطوق» إلى«المضاربة» بين نهاية القرن السادس عشر وبداية القرن الثامن عشر. اثنان من أقدم الماسونيين المضاربة الذين يوجد سجل لبدء كانت سيدي روبرت موراي وإلياس أشمول. روبرت فانلو يذكر أن في وقت سابق من القرن ال17 كان الصليب الوردي تأثير كبير على البناء الأنجلوسكسونية. هانز شيك يرى في أعمال كومينيوس (1592-1670) المثل الأعلى للبناء الإنجليزي المولود حديثا قبل تأسيس غراند لودج في 1717. كان كومينيوس في إنجلترا خلال عام 1641.

## الحديث المجموعات

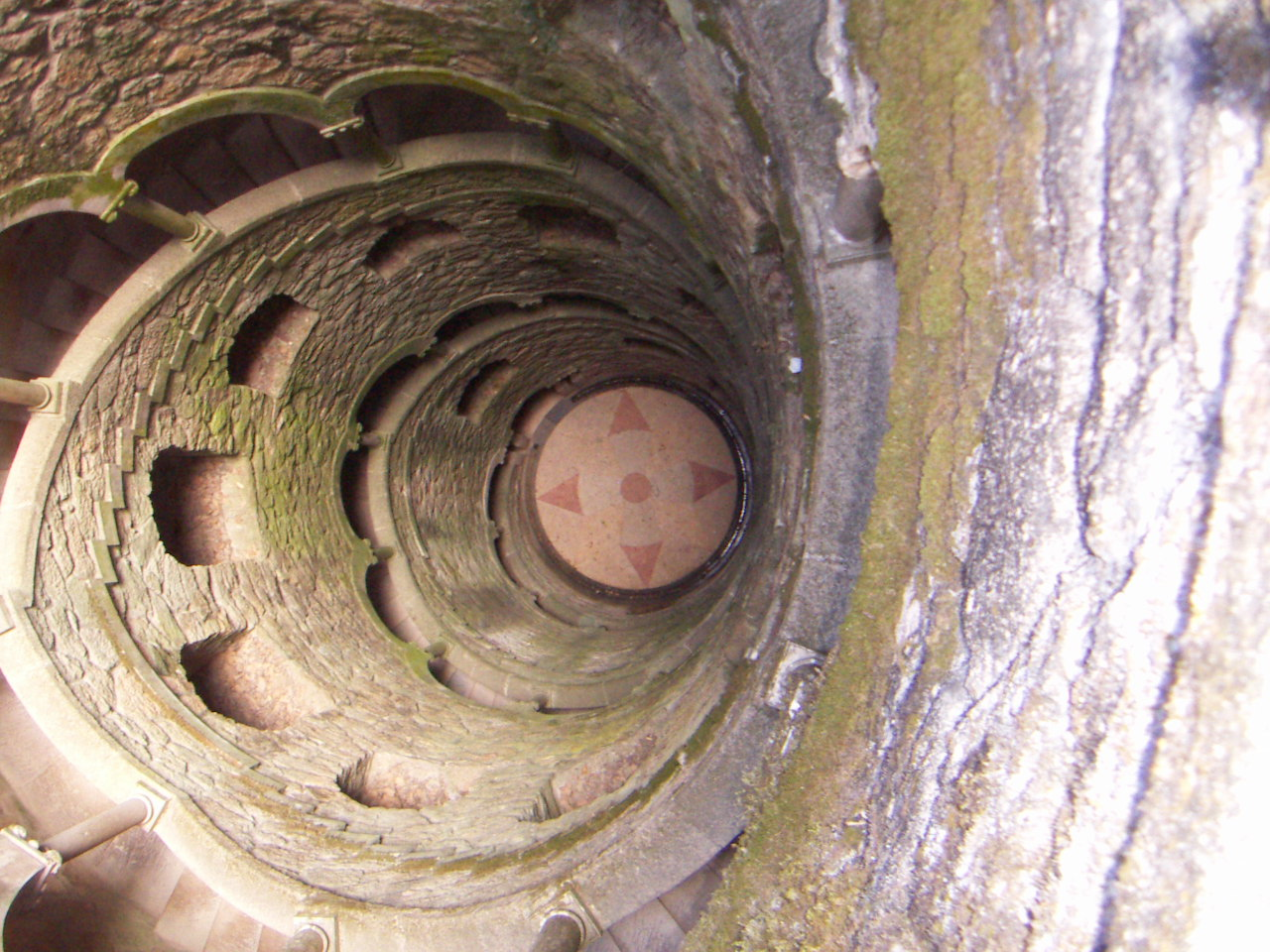
ال حسنا من بدء (ارتفاع 27 متر ؛ 9 مستويات / طبقات) تقع في كينتا دا ريجاليرا، سينترا، البرتغال. تم بناؤه 1904-1910. في الجزء السفلي من «حسنا» هل رأيت وردة الرياح (8 نقاط البوصلة روز: 4 الكاردينال و 4 الاتجاهات الترتيبية) وضعها على فرسان الصليب (عبر pattée / Alisee: مع نهايات الأسلحة محدبة ومنحنية، وهو البديل الذي يستخدمه فرسان الهيكل في البرتغال): ال روز كروس.

خلال أواخر القرن ال19 وأوائل ال20، مجموعات مختلفة على غرار أنفسهم روزيكروسيان. يمكن تقسيم المجموعات المتنوعة التي تربط نفسها بـ «تقليد روزيكروسيان» إلى ثلاث فئات: مسيحي مقصور على فئة معينة مجموعات روزيكروسيان، التي تعلن المسيح; الماسونية مجموعات روزيكروسيان مثل الفجر الذهبي والنظام الصوفي القديم (أمورك).
مسيحي مقصور على فئة معينة روزيكروسيان توفر المدارس مقصور على فئة معينة المعرفة المتعلقة بالتعاليم الداخلية للمسيحية.
- زمالة روزيكروسيان، 1909 في جبل الكنيسة (حجر الأساس للمبنى الأول: 1911). تعاليم تقديم أسرار في شكل المعرفة الباطنية، منها المسيح تكلم في ماثيو 13: 11 ولوقا 8:10. تسعى الزمالة إلى إعداد الفرد من خلال التنمية المتناغمة للعقل والقلب بروح من الخدمة غير الأنانية للبشرية واحتضان شامل الإيثار. وفقا لذلك تم تأسيس النظام روزيكروسيان في 1313[27] ويتكون من اثني عشر الكائنات تعالى تجمعوا حول الثالث عشر، كريستيان روزنكروز. وقد تقدمت هذه الأتباع كبيرة بالفعل إلى ما هو أبعد من دورة ولادة جديدة. مهمتهم هي إعداد كل العالم لمرحلة جديدة في الدين، والتي تشمل الوعي عوالم داخلية وهيئات خفية، وتوفير التوجيه الآمن في الصحوة التدريجية للإنسان الكامنة روحي الكليات خلال القرون الستة المقبلة نحو المجيء عصر الدلو.[28]
- مع مرسوم التسامح مع الدين في عام 1905، استغل العديد من الروس من العقل الصوفي ذلك لتشكيل أو إحياء ما اعتبروه الأشكال القديمة للأوامر الباطنية. كانت هذه روزيكروسيانs جديدة. قام الموجهون الملهمون بتجميع مجلدات من الفلسفة الصوفية، والتي دمجوا معها مفاهيمهم الشخصية لما كانت عليه الأوامر القديمة، وهكذا شكلت المجموعات. كانت أوامر 3 الرئيسية روزيكروسيان في أوائل روسيا السوفيتية.

وفقا للكتاب الماسونية، وسام روز كروس يتم شرحه في عمل أدبي مسيحي كبير قام بتشكيل المعتقدات الروحية اللاحقة للحضارة الغربية: الكوميديا الإلهية (ك. 1308-1321) من قبل دانتي أليغييري.
وتشمل الهيئات الأخرى المسيحية-روزيكروسيان المنحى:
- الجمعية الأثرية، 1968

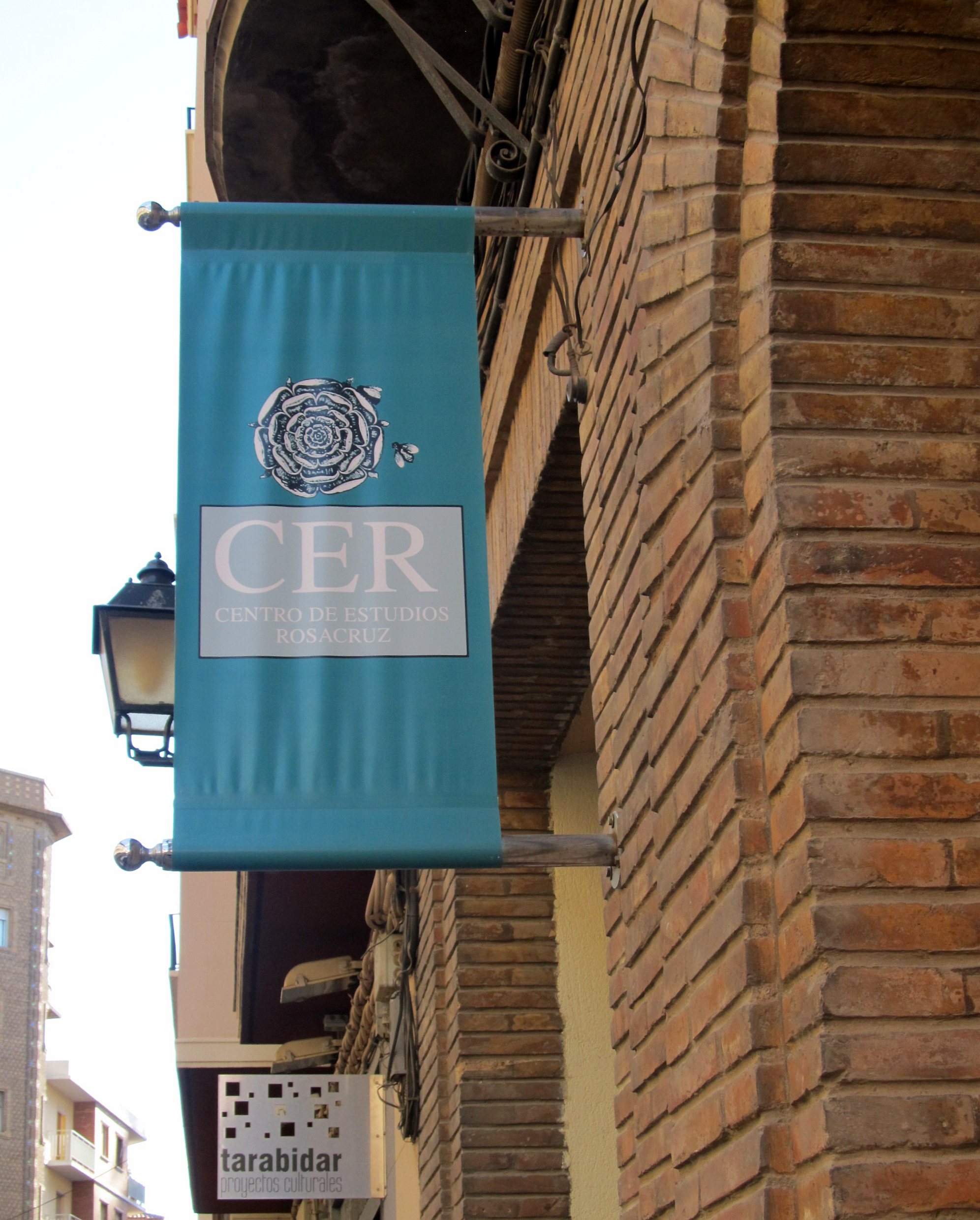
Centro de Estudios Rosacruz (سرقسطة).

الهيئات روزيكروسيان الماسونية توفير إعداد إما من خلال الدراسة المباشرة و / أو من خلال ممارسة رحلة رمزية-initiatic.
- الطقوس الاسكتلندية القديمة والمقبولة، 1801
- أعاد هذا المجتمع الماسوني الباطني طبع بيان روزيكروسيان في عام 1923. كان عضوا معروفا آرثر إدوارد وايت.
- روزيكروسيان،[32] من خلال التعارف مع جون ياركر) حتى 19 سبتمبر من ذلك العام. معظم العضوية جاءت من مدينة ميتلاند، أونتاريو. شكلت الجمعية مجلسا أعلى بعد عام واحد بالضبط، لكن الجمعية توقفت في مرحلة ما بعد عام 1889. في 1936، تم إنشاء كلية أونتاريو عن طريق ميثاق من SRICF. مانلي بالمر هولالأب، E. H. D. قاعة، عضو في جمعية روزيكروسيان الأولى في كندا، تم التصويت كعضو ميثاق كلية أونتاريو. ونظرا لقضايا قضائية محتملة، بدلا من شراء ميثاق من SRIA أو SRIS، تم تشكيل مجلس أعلى كندي في 29 يونيو 1997، وأصبح SRIC الآن هيئة مستقلة.

تشمل المجموعات الأولية التي تتبع نظام درجة الدراسة والشروع ما يلي:
- ال النظام الصوفي القديم روزا كروسيس (AMORC)، تأسست في الولايات المتحدة في عام 1915
- وسام الذهب المحكم وروز + الصليب، التي أنشئت في الفلبين في عام 1930
- روز الصليب النظام، إعادة تأسيس في جزر الكناري إسبانيا في عام 1988.

### المجموعات ذات الصلة
تتحدث العديد من هذه المجموعات بشكل عام عن أصل خطي من الفروع السابقة للنظام روزيكروسيان القديم في إنجلترا، فرنسا، مصر، أو بلدان أخرى. ومع ذلك، فإن بعض المجموعات تتحدث عن الانتماء الروحي مع نظام روزيكروسيان صحيح وغير مرئي. لاحظ أن هناك مجموعات روزيكروسيان أخرى غير مدرجة هنا. البعض لا يستخدم اسم «روزيكروسيان» لتسمية أنفسهم. تم حل بعض المجموعات المدرجة أو لم تعد تعمل.
- وسام الصليب الذهبي والوردي، 1750s
- الطقوس الاسكتلندية القديمة والمقبولة، 1776
- قبالية ترتيب روزيكروسيان، 1888
- النظام المحكم من الفجر الذهبي، 1888[33]
- روز الصليب النظام، 1889
- زمالة روزيكروسيان (رابطة الصوفيين المسيحيين) 1909[34]
- المجتمع الأنثروبوسوفي، 1912
- ترتيب معبد الصليب الوردي، 1912[33]
- النظام الصوفي القديم (أمورك)، 1915[35]
- زمالة الصليب الوردي، 1915
- زمالة سانت بول روسيكروسيان، 1929
- ترتيب الذهب المحكم وارتفع + الصليب التي أنشئت في الفلبين في عام 1930
- الجمعية الأثرية، 1968
- الأخوة من الضوء الخفي، 1982
- ترتيب روزيكروسيان،[36] 1988
- مدرسة الغموض الدولية للروس الذهبي، هارلم 1924
- ترتيب الذهب المحكم وارتفع + الصليب، ويعرف أيضا باسم. النظام المسيحي للذهب المحكم والصليب الوردي، الذي أنشئ في الفلبين في عام 2002 من قبل أعضاء سابقين في AMORC Pronaos البائد في الفلبين[37]
- فرسان ميليشيا الصليب إيفانجليكا، وسام الكيماويات من روزي كروا[38]
- سوداليتاس روزا كروسيس وسوليس ألاتي 2003

## وصلات خارجية
بوابة روزاكروز 
وصلة تحتوي على نص كامل لتخاريخ الحركة تم ذكر هذه الجماعة أو الحركة في روايتين مشهورتين أولها رواية شيفرة دافنشي المشهورة وثانيهما الرواية المعقدة بندول فوكو للراوي امبرتو ايكو